# Eksperyment z pompą próżniową
Eksperyment z pompą próżniową (ang. An Experiment on a Bird in the Air Pump) – obraz olejny namalowany przez angielskiego malarza Josepha Wrighta of Derby w 1768 roku, znajdujący się w zbiorach National Gallery w Londynie.

## Opis
Jest noc w wielkim prywatnym domu, z widocznym przez okno księżycem przebłyskującym za chmurą. Wędrowny uczony, wyglądający jak mag, spogląda w kierunku oglądających obraz. Wokół niego zgromadziła się publiczność, składająca się z mężczyzn, kobiet i dzieci, aby obejrzeć eksperyment, który przeprowadza. Pokój jest oświetlony pojedynczą świecą, która pali się poza zasięgiem wzroku na wypolerowanym stole za dużym okrągłym szklanym naczyniem zawierającym zdeformowaną ludzką czaszkę. Czaszka i świeca są symbolami przemijalności życia i nieuchronności śmierci. Światło świecy przenika przez mętny płyn i oświetla twarze obserwatorów, rzucając głębokie, dramatyczne cienie – każda zmarszczka brwi wykładowcy i loki jego siwych włosów są doskonale podkreślone.
Kakadu biała została wyjęta z klatki i umieszczona w szklanym pojemniku, z którego wypompowywane jest powietrze w celu wytworzenia próżni. Na szczycie naczynia umieszczono zawór. Kakadu dusi się w naczyniu, próbując oddychać.  W czasach, w których namalowano obraz, uczeni podróżowali po angielskich rezydencjach i przeprowadzali doświadczenia na oczach zamożnej publiczności. Do eksperymentu z pompą próżniową używano zwykle wróbli, myszy lub innych małych zwierząt. Malarz umieścił na płótnie kakadu dla lepszego efektu.
Wykładowca, z podniesioną lewą ręką, wydaje się mieć władzę nad życiem lub śmiercią – może albo całkowicie wypuścić powietrze i zabić ptaka, albo wpuścić powietrze z powrotem i go ożywić. Mężczyzna odmierza czas trwania eksperymentu na swoim kieszonkowym zegarku, podczas gdy siedzący obok niego młodzieniec pochyla się, by przyjrzeć mu się z bliska. Prowadzący wskazuje na tykający zegarek, natomiast drugą rękę trzyma na zaworze powietrza – patrzy w stronę widza, tak jakby decyzja należała do oglądającego obraz.
Mała dziewczynka z fascynacją i przestrachem przygląda się ptakowi, ale jej starsza siostra nie może znieść tego widoku i zasłania oczy. Jej ojciec obejmuje ją ramieniem, być może po to, by ją uspokoić lub wyjaśnić, że wszystkie żywe stworzenia muszą pewnego dnia umrzeć. Chłopiec przy oknie czeka z liną w dłoniach, czy będzie musiał opuścić klatkę dla ułaskawionego ptaka. Młoda para obok wykładowcy patrzy tylko na siebie, w kontraście do innych osób skoncentrowanych na eksperymencie. Zamyślony starszy mężczyzna po prawej wpatruje się w czaszkę. Czaszka i świeca to symbole śmiertelności (vanitas), ale obraz Wrighta pozostawia oglądających  w stanie niepewności, co do dalszego losu ptaka.